# تالار شهر کوئوپیو
تالار شهر کوئوپیو (انگلیسی: Kuopio City Hall)یک تالار شهر در مرکز کوئوپیو، فنلاند، نزدیک میدان بازار کوئوپیو است. این بنا توسط معماران فنلاندی فرانس آناتولیوس فروستروم و یسف استنبک طراحی و در سال ۱۸۸۶ تکمیل شد. از نظر سبک، تالار شهر متعلق به معماری احیای رنسانس نیمه دوم قرن نوزدهم است. رنگ‌آمیزی فعلی نمای بیرونی خانه به سال ۱۹۷۴ برمی‌گردد. در نظرسنجی زیباترین ساختمان‌های شهری، در سال ۲۰۰۹، تالار شهر کوئوپیو در میان سه ساختمان زیبای شهرداری انتخاب شد. پس از تکمیل، این بنا به طور مستقل لبه شمالی میدان بازار را کنترل می‌کرد، در آن زمان فضای اطراف میدان هنوز کاملاً چوبی بود. تغییرات فضایی در دهه‌های اول تالار رایج بود. طبقه اول تالار دارای رستوران و کتابخانه عمومی بود.

## تاریخچه
طراحی این تالار از اوایل سال ۱۸۷۵ آغاز شد، در آن زمان مسابقه‌ای نیز برای طراحی برگزار شد، اما تصمیم گرفته شد که تمام طرح‌های مسابقه رد شوند. از آن زمان، این ملک موضوع چندین طرح اجرا نشده بوده است. در سال ۱۸۸۰ در کوئوپیو گفته و باور می‌شد: «تالار شهر کوئوپیو نباید در حاشیه یک میدان بازار در مکانی دورافتاده و دور از مرکز ساخته شود. شهر هرگز به این بزرگی نخواهد شد.» با این حال، این ساختمان همچنان در آنجا ساخته شد. یک خانه چوبی در مسیر تالار شهر توسط راننده‌ای به نام اینکینن از جاده تالار شهر سوزانده شد. بقیه ساختمان‌های حیاط اینکینن تخریب شدند.
فضای داخلی در طول سال‌ها دستخوش تغییرات زیادی شده است. در قرن بیستم، نقاشی‌های سقف و دیوار با رنگ خاکستری تک رنگ پوشانده شده بودند و این نقاشی‌ها روی هم رفته ۳-۴ بار انجام شده‌اند. در سال‌های ۱۹۱۷ و ۱۹۲۱، نقشه‌هایی برای گسترش تالار شهر کشیده شد و در سال ۱۹۵۱ آلوار آلتو یک ساختمان کنسرت و تئاتر در پشت تالار شهر طراحی کرد؛ با این حال، هیچ یک از این نقشه‌ها عملی نشد.
بازسازی واقعی در دهه ۱۹۷۰ در لابی پایینی، راه پله، لابی بالایی، سالن رقص و تالار شورای شهر سابق انجام شد که به یک غذاخوری برای استخدام تبدیل شد. در این مکان‌ها، عمدتاً سطوح دیوار و سقف بازسازی شدند، کف‌ها با در نظر گرفتن جنبه‌های مرمتی نوسازی شدند. همچنین تجهیزات اصلی، مانند لامپ‌ها، بازسازی شدند.
آخرین بازسازی داخلی در سال‌های ۱۹۷۶ تا ۱۹۷۹ انجام شد. در آن زمان، به عنوان مثال، تهویه مطبوع، چیدمان جدید اتاق‌ها و بازسازی نقاشی‌های داخلی.
در انتهای غربی تالار شهر، متن «حق هدایت مردم» و در انتهای شرقی «قانون از قانون محافظت می‌کند» وجود دارد. این کلمات از شعر آگوست آلکویست با عنوان «در مجسمه پورتان آشکار شد» (Porthanin kuvapatsaan paljastettua) گرفته شده است. این متون تا سال ۱۹۰۰ بر روی دیوار تالار شهر نصب نشده بودند، تا اینکه ساعتی که قبلاً خریداری نشده بود نیز خریداری شد.

## دولت و خدمات
تالار شهر کووپیو در حال حاضر بیش از ۵۰ نفر کارمند دارد. فضاهای کاری شهردار، مدیران حوزه خدمات و منشی‌های مدیریت در طبقه دوم تالار شهر و همچنین غذاخوری کارکنان قرار دارد. دولت شهر نیز در طبقه دوم تشکیل جلسه می‌دهد. در طبقه اول دفتر شهر، خدمات توسعه کارکنان و رفاه و همچنین بازاریابی، ارتباطات و خدمات مشتری قرار دارد. زیرزمین برای انبار و بایگانی استفاده می‌شود و یک تالار کنفرانس با امکانات کمکی وجود دارد که در دهه ۱۹۸۰ در اتاق زیر شیروانی ساخته شده است.